# John Heap (Geograph)
John Arnfield Heap (* 5. Februar 1932 in Manchester; † 8. März 2006) war ein britischer Geograph und Polarforscher. Bekannt ist er unter anderem für sein Engagement gegen die wirtschaftliche Ausbeutung der Antarktis.

## Leben
Nach seiner Schulausbildung an der Leighton Park School in Reading studierte Heap Geographie an der University of Edinburgh. Seine Arbeiten zur Untersuchung von antarktischem Meereis ermöglichten ihm die Promotion am Clare College und am Scott Polar Research Institute in Cambridge.
Heap war zunächst in der Abteilung für Polarregionen im Foreign and Commonwealth Office tätig, deren Leitung er von 1975 bis 1992 innehatte. Er nahm an der Commonwealth Trans-Antarctic Expedition (1955–1958) teil und war zwischen 1962 und 1963 Mitglied einer Mannschaft der University of Michigan zur Erkundung des Ross-Schelfeises. Er nahm an den Verhandlungen zum Mineralienabkommen CRAMRA, die von 1982 bis 1988 dauerten, teil. Von 1992 bis 1997 war Heap Direktor des Scott Polar Research Institute. Nachdem er 1997 seinen beruflichen Ruhestand angetreten hatte, war er Vorsitzender des britischen Antarctic Heritage Trust und Schatzmeister der Internationalen Glaziologischen Gesellschaft (IGS).
John Heap starb im März 2006 und hinterließ seine Frau Margaret Grace (geborene Gillespie Spicer, * 1933), mit der er seit 1960 verheiratet war, sowie zwei Töchter (* 1961, * 1964) und einen Sohn (* 1966). Letzterer, Tom Heap, arbeitet als Reporter bei der BBC.
Nach John Heap sind in der Antarktis der Heap-Gletscher und Heap Island benannt. Darüber hinaus war er Companion des Order of St Michael and St George (CMG).